# Leichter Panzerspähwagen

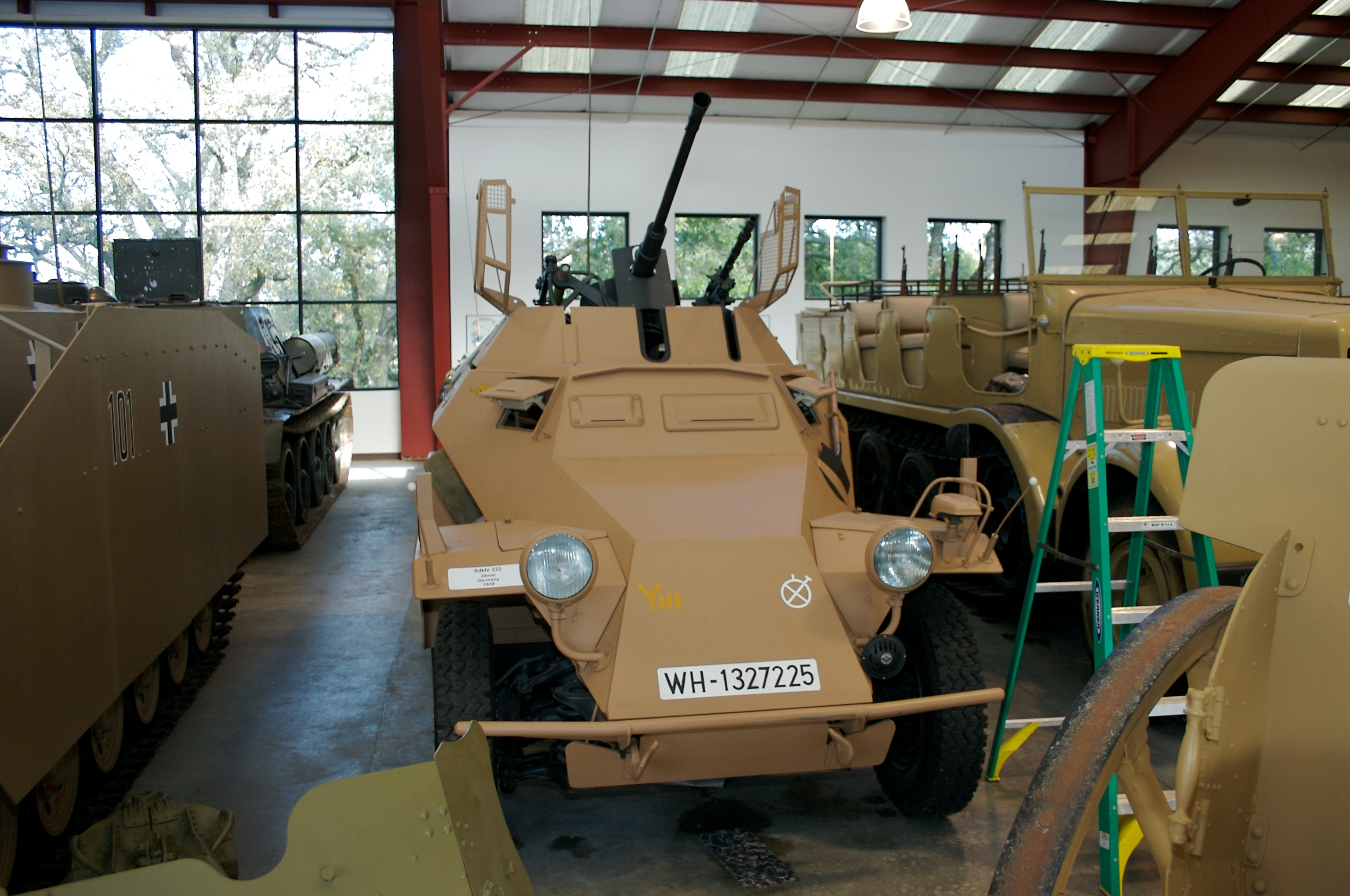
SdKfz. 222 tại một bảo tàng gồm các bộ sưu tập cổ

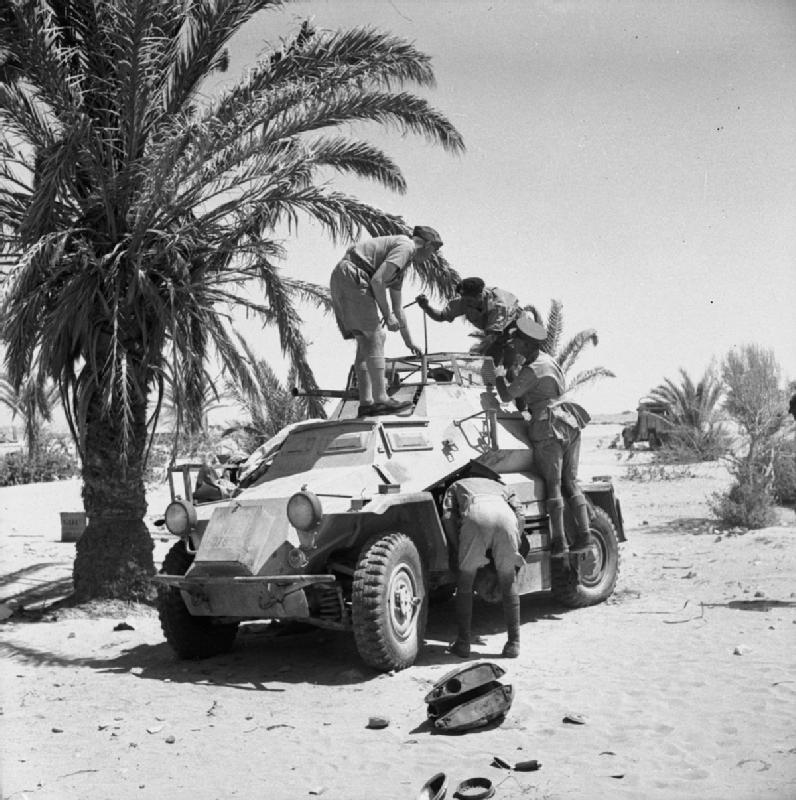
Quân Anh bắt được chiếc SdKfz 222, Bắc Phi, 1941.

Leichter Panzerspähwagen(tiếng Anh:"Light Armoured Reconnaissance Vehicle"-tạm dịch:"xe do thám bọc thép hạng nhẹ") là tên một dòng xe bọc thép hạng nhẹ do Đức Quốc xã sản xuất phục vụ trong năm 1935-1944.
Chúng được phát triển bởi hãng Eisenwerk Weserhütte ở Bad Oeynhausen. Phần thân được sản xuất bởi công ty Auto Union tại Zwickau, khâu lắp ráp được giao cho công ty F. Schichau thuộc hãng Elbing và Maschinenfabrik Niedersachsen tại Hanover-Linden.
Nó sử dụng thân sPkw I Horch 801 (chuyên dùng cho xe tải hạng nặng) và được bọc giáp theo góc ở phần thân và tháp pháo.
Phần động cơ Horch 3.5 được lắp đằng sau xe với công suất khoảng 67 kW (90 hp) và sử dụng xăng để chạy. Nó có tốc độ di chuyển trên đường khoảng 80 km/h và trên đường việt dã khoảng 40 km/h. Tầm hoạt động tối đa của Leichter Panzerspähwagen là 300 km.
Xe được sử dụng chính bởi các tiểu đoàn Aufklärungs-Abteilung thuộc sư đoàn Panzer; nó hoạt động tương đối tốt và di chuyển trơn tru trong các điều kiện khí hậu-địa hình khác nhau, ví dụ như ở miền tây châu Âu. Tuy nhiên khi hoạt động tại mặt trận phía Đông và Bắc Phi, độ hoạt động của nó bị hãm lại bớt do điều kiện đi đường (vì đa phần đều là đường đất-việt dã). Trong những trường hợp này, nó sẽ được thay thế bằng xe bọc thép Sdkfz 250. Phiên bản Sdkfz 250/9 thực ra chính là phiên bản Sdkfz 250 với phần tháp pháo giống xe bọc thép Sdfkz 222.
Sdkfz 222 bị quân đội Liên Xô bắt được và thử nghiệm trước khi chế tạo ra loại xe bọc thép hạng nhẹ BA-64.
Phần trước và sườn được bọc giáp bằng thép dày 8 mm. Phần đĩa bảo vệ được bọc giáp dày 5 mm nhằm bảo vệ phần sau, đỉnh và tháp pháo. Hệ thống nhìn sau này được lắp vào trong lớp giáp. Phần đỉnh tháp pháo được bọc bằng một lớp lưới sắt chống lựu đạn.

## Các biến thể

### SdKfz. 221
Phiên bản nguyên mẫu và là mẫu đầu tiên được sản xuất nhằm mục đích sản xuất.Sdkfz. 221 được trang bị súng máy 7.92 mm Maschinengewehr 34 (MG34), kíp chiến đấu gồm 2 người và hệ thống lái gồm 4 bánh.Lớp giáp bọc chỉ dày có 8 mm nhưng về sau được tăng lên 14.5 mm.

### SdKfz 221 mit 2.8cm
Phiên bản được trang bị vũ khí chính là pháo 2.8 cm sPzB 41 trong một tháp pháo được nâng cấp lại.

### SdKfz. 222
Phiên bản này được trang bị pháo tự động 2 cm KwK 30 L/55 và súng máy 7.92 mm MG-34.Kíp chiến đấu gồm 3 người:người điều khiển súng máy, chỉ huy và người thay đạn.Một phiên bản được trang bị pháo 28 mm xuyên giáp.Một vài phiên bản thử nghiệm được trang bị pháo 50 mm.Có khoảng 2 mẫu loại này được hoàn thành.

### SdKfz. 223 Panzerfunkwagen
Phiên bản được trang bị radio, được trang bị vũ khí giống 221 cùng một khẩu súng máy 7.92 mm MG34.Được trang bị thêm một vài thiết bị radio với một bộ ăng-ten có bệ lớn(xem hình).Có khoảng 500 chiếc loại này được sản xuất.